# نیازگولوو
نیازگولوو (به لاتین: Niyazgulovo) یک منطقهٔ مسکونی در روسیه است که در باشقیرستان واقع شده‌است.